# Ed Koch
Ed Koch, geboren als Edward Irving Koch (New York, 12 december 1924 – aldaar, 1 februari 2013), was tot drie keer toe de burgemeester van New York, van 1978 tot en met 1989. Het wordt als zijn verdienste beschouwd dat hij de in zwaar financieel verval geraakte stad weer op de rails kreeg.
Koch was de zoon van conservatief-joodse immigranten uit Polen en groeide op in Newark (New Jersey). Hij heeft tijdens de Tweede Wereldoorlog als infanterist deelgenomen aan de invasie van Frankrijk. Na terugkeer in de Verenigde Staten volgde hij een opleiding als advocaat en begon al vrij snel aan een carrière als politicus voor de Democratische Partij. Van 1969 tot 1977 was hij lid van het Huis van Afgevaardigden. In 1978 werd hij voor het eerst verkozen als burgemeester van New York. Het oplappen van de vervuilde en bankroete stad nam hij dermate voortvarend ter hand, dat hij in 1982 zowel door de Democratische als door de Republikeinse Partij als kandidaat genomineerd werd.
Koch stond bekend als meester van de soundbite. Een bekende uitspraak van hem was: "Als je het op 9 van de 12 punten met me eens bent moet je op me stemmen. Als je het op 12 van de 12 punten met me eens bent moet je naar een psychiater."
Koch is nooit getrouwd en heeft altijd iedere speculatie over zijn geaardheid of seksleven van de hand gedaan ("some parts should remain private"). Hij overleed begin 2013 op 88-jarige leeftijd aan hartfalen. Hij werd begraven op het Trinity Church Cemetery op Manhattan.
- Bibsys: 90268137
- Bibliothèque nationale de France: cb150583568 (data)
- Gemeinsame Normdatei: 119358999
- International Standard Name Identifier: 0000 0000 8185 7524
- Library of Congress Control Number: n81051888
- Nationale bibliotheek van Australië: 36099326
- Nationale Bibliotheek van Israël: 987007263928705171
- Nederlandse Thesaurus van Auteursnamen: 072105410
- SNAC: w6b38m3s
- Système universitaire de documentation: 077307348
- Trove: 1212179
- Union List of Artist Names: 500259236
- Biographical Directory of the United States Congress: K000302
- Virtual International Authority File: 116774312
- WorldCat: E39PBJwtrrJhrGXMCqhtQWvmBP